# Limnichus pruinosus
Limnichus pruinosus is een keversoort uit de familie dwergpilkevers (Limnichidae). De wetenschappelijke naam van de soort werd in 1909 gepubliceerd door Max Fleischer.